# 中本千晶
中本 千晶（なかもと ちあき、1967年3月22日 - ）は、日本の文筆家、演劇ジャーナリスト。

## 来歴
兵庫県加古川市生まれ、山口県周南市出身。山口県立徳山高等学校卒業後に東京大学法学部に進学して卒業。卒業後、新聞記者を希望していたが、1989年に株式会社リクルートに入社。入社時同社はリクルート事件で大揺れの時期であった。営業やwebディレクターなどを経て2000年退社、文筆家となる。2023年、早稲田大学大学院文学研究科にて博士（文学）学位を取得。舞台芸術、とりわけ宝塚歌劇に深い関心を寄せ、独自の視点で分析し続けている。早稲田大学教育学部非常勤講師。

## 著書
- 若者よ、問題解決で起業せよ! 片岡起業塾の挑戦 片岡勝監修 明石書店 2002.1
- 「東大脳」の作り方と使い方　生活情報センター 2004.11
- ひとり仕事術 これから自分の力で生きていこうと決意した人へ会社を辞めてたくましくなれる1冊 バジリコ 2005.10
- 宝塚読本 バジリコ 2006.5 のち文春文庫
- ひとり仕事術 時間管理編 バジリコ 2007.4
- 熱烈文楽 三一書房　2008.5
- 著者の素 採用される企画と出版社のしくみがわかる 万来舎 2009.11
- なぜ宝塚歌劇に客は押し寄せるのか 不景気も吹き飛ばすタカラヅカの魅力 2009.8 小学館101新書
- なぜ宝塚歌劇の男役はカッコイイのか 観客を魅了する「男役」はこうして創られる 東京堂出版 2011.10
- 東大卒でスミマセン -「学歴ありすぎコンプレックス」という病 中公新書ラクレ 2012.4
- ヅカファン道 東京堂出版 2012.11
- タカラヅカ流世界史 東京堂出版 2013.9
- タカラヅカ100年100問100答 東京堂出版 2014.4
- タカラヅカ流日本史 東京堂出版 2014.11
- 宝塚歌劇は「愛」をどう描いてきたか　東京堂出版 2015.10
- 宝塚歌劇に誘（いざな）う７つの扉　東京堂出版 　2016.10
- 鉄道会社がつくった「タカラヅカ」という奇跡　ポプラ新書　2017.9
- 世界のミュージカル・日本のミュージカル（共著）　春風社　2017.11
- タカラヅカの解剖図鑑 深く楽しく面白く！夢の世界を徹底探求 エクスナレッジ 2019.12
- タカラヅカの解剖図鑑　詳説世界史　エクスナレッジ　2021.12